# IC 642
IC 642 је елиптична галаксија у сазвјежђу Лав која се налази на листи објеката дубоког неба у Индекс каталогу.
Деклинација објекта је + 18° 11' 19" а ректасцензија 10h 48m 7,9s. Привидна величина (магнитуда) објекта IC 642 износи 12,8 а фотографска магнитуда 13,8. IC 642 је још познат и под ознакама UGC 5905, MCG 3-28-10, CGCG 95-22, PGC 32278.